# Alessandra Carbonaro
Alessandra Carbonaro (Reggio Calabria, 6 settembre 1986) è una politica italiana, deputata alla Camera nella XVIII legislatura della Repubblica Italiana eletta con il Movimento 5 Stelle.

## Biografia
Nata e cresciuta nella natía Reggio Calabria, si trasferisce a Bologna dove si laurea al DAMS. Responsabile di comunicazione ed organizzazione presso Promo Music, società che organizza, tra gli altri, gli spettacoli teatrali di Marco Travaglio e Andrea Scanzi.
Alle elezioni politiche del 2018 viene candidata alla Camera dei deputati per il Movimento 5 Stelle (M5S), sia nel collegio uninominale Emilia-Romagna - 06 (Bologna-Mazzini), dove ottiene il 21,52% dei voti e viene superata dal candidato del centro-sinistra in quota PD Andrea De Maria (37,22%), che nel collegio plurinominale Emilia-Romagna - 03, dove viene eletta deputata.
Nella XVIII legislatura della Repubblica è stata componente e capogruppo del M5S nella 7ª Commissione Cultura, scienza e istruzioneultura, scienza e istruzione, oltre ad essere membro della 4ª Commissione Difesa, in sostituzione della Ministra per le politiche giovanili Fabiana Dadone, e vice-capogruppo vicario del gruppo parlamentare del M5S alla Camera dei deputati.
Il 28 luglio 2022 lascia il Movimento 5 Stelle per aderire ad Ambiente 2050. Termina il proprio mandato parlamentare nell'ottobre successivo.